# John Petrucci
John Peter Petrucci (Long Island, New York, 1967. július 12. –) amerikai gitáros, dalszerző, aki főként a Dream Theater progresszív metalzenekar alapító tagjaként ismert. Nemcsak az együttes egyik fő dalszerzője, de ő írja a zenekar dalszövegeinek nagy részét is, valamint az 1999-es Metropolis Pt. 2: Scenes from a Memory album óta pedig producere is a zenekarnak (2010-es kiválásáig Mike Portnoy is betöltötte ezt a szerepkört).
A Dream Theater mellett számtalan projektben megfordult már, közülük a Liquid Tension Experiment az egyik legismertebb, de többször is színpadra lépett a G3 keretein belül is. A G3-ba hatszor hívták meg, többször mint bármely más gitárost. Emellett több projektben is részt vett, de 2005-ben egy instrumentális albumot is megjelentetett Suspended Animation címmel.
Az utóbbi 25 év egyik legelismertebb és legnépszerűbb metalgitárosa, aki több zenei stílusban is otthonosan mozog. Joel McIver 2009-ben megjelent The 100 Greatest Metal Guitarists című könyve alapján John Petrucci lett minden idők 2. legjobb metalgitárosa (a dobogó legfelső fokára Dave Mustaine került). Emellett szerepelt a GuitarOne magazin Top 10 Greatest Guitar Shredders of All Time (minden idők leggyorsabb gitárosai) listáján is.

## Pályafutása
Kings Parkban, New York egyik városrészében nőtt fel, Long Island-en. Először 8 éves korában vett gitárt a kezébe, de a hangszer ekkoriban még nem kötötte le eléggé a figyelmét. Gyerekkori barátja, a későbbi Dream Theater billentyűs Kevin Moore hatására kezdett el újra gitározni 12 éves korában. Petrucci így hamarosan Moore akkori zenekarában játszott. Zeneelméletet kivéve nem vett hagyományos gitárórákat, hanem példaképeit figyelve tökéletesítette tudását. Ekkoriban olyan zenekarok voltak rá hatással, mint a Beatles, a Metallica, az Iron Maiden, a Queen, valamint a 70-es évek progresszív rock előadói. Gitárosként nagy hatást gyakorolt rá többek között Steve Morse, Steve Howe, Steve Vai, Stevie Ray Vaughan, Al Di Meola, Alex Lifeson, David Gilmour és Allan Holdsworth játéka is. A 80-as évek elején ismerte meg Yngwie J. Malmsteen játékát, akiről később így nyilatkozott: Miután először hallottam őt a Steelerben, teljesen megőrjített. Az összes szólóját, mindet megtanultam.
A középiskola elvégzése után beiratkozott Amerika egyik legnevesebb zeneiskolájába a Berklee College of Music-ba. Vele tartott gyermekkori barátja a basszusgitáros John Myung is. Az intézmény falai között találkoztak Mike Portnoy dobossal, akivel megalapították a Dream Theater elődjének tekinthető Majesty zenekart. Már Kevin Moore-al és Charlie Dominici-vel kiegészülve vették fel a debütáló When Dream and Day Unite albumot. A korong csak Európában és Japánban keltett kisebb feltűnést, de James LaBrie csatlakozása és az 1992-es Images and Words lemez meghozta a zenekar számára az áttörést.
A Dream Theater ezt követően a progresszív metal legnagyobb alakjává nőtte ki magát, John Petrucci pedig az utóbbi 2 és fél évtized egyik legnagyobb hatású metalgitárosává vált. Számos szakmai elismerést tudhat magáénak, 1994-ben elnyerte az "év gitárosa" címet, míg egy másik magazin a 3. legjobb gitárosnak szavazta meg Jimi Hendrix és Eddie Van Halen után. Legutóbb 2007-ben nyerte el a Total Guitar Magazine "év gitárosa" címét, 2011-ben pedig a Dream Theater The Dark Eternal Night című dala nyomán szerzett elismerést, melynek riffjét a Total Guitar Magazine kinevezte a 21. század negyedik legjobb gitárrifjének.
1995-ben kiadta első oktatóvideóját Rock Discipline címmel. A kiadványon nemcsak szólógitárosi képességeit osztja meg az érdeklődőkkel, hanem szó esik bemelegítő gyakorlatokról és akkordjátékról is. Ugyan a kiadvány nem kezdő gitárosoknak készült, ennek ellenére máig keresett darabnak számít. Emellett gyakran közölt írásokat a Guitar World Magazine magazin "Wild Stringdom" ("vad húr-birodalom") című rovatába is. Ebből később egy könyvet is kiadtak ugyanezen címmel.
A Dream Theater mellett számtalan projektben is részt vett, melyek száma különösen a 90-es évek végén emelkedett meg. Ezek közül az egyik legismertebb a Liquid Tension Experiment, de játszott az Explorers Club első lemezén is. Az Age of Impact című anyag terjedelmes hosszuságú progresszív rock/metal dalaiban olyan legendás zenészekkel játszott együtt, mint Terry Bozzio, Billy Sheehan, Steve Howe, James Murphy, vagy Trent Gardner. Egyéb projektjei közé tartozik a Nightmare Cinema rockparódia is, ahol Johnny James álnéven szerepel. Hírneve jócskán megnőtt a G3 turnéknak köszönhetően, ahová először 2001-ben hívták meg. Ezt követően 2005-ben 2006-ban és 2007-ben is kapott meghívást, így többször turnézott a G3-mal, mint bármely más gitáros. A koncerteken olyan legendás gitárosokkal lépett egy színpadra, mint Joe Satriani, Steve Vai, vagy Paul Gilbert. Saját műsorában Mike Portnoy és a Dixie Dregs-ből ismert Dave LaRue játszott mellette.

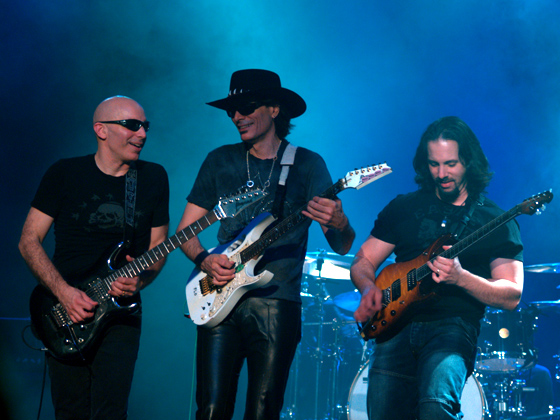
G3 koncert 2006 decemberében Ausztráliában. A jobb szélen John Petrucci.

A G3-turnék saját lemez kiadására inspirálták, mely Suspended Animation címmel 2005-ben jelent meg a Sound Mind Music gondozásában. Az instrumentális anyag produceri munkálatait maga Petrucci látta el, mely egy gitárközpontúbb Dream Theater és Liquid Tension Experiment keverékeként leírható muzsikát tartalmazott. Az anyag nagy sikert aratott a rajongók és a kritikusok körében is, melyről a Glasgow Kiss és a Damage Control dalok váltak legismertebbé, köszönhetően a harmadik G3 kiadványnak, amelyen Petrucci ezekkel a dalokkal szerepelt Steve Vai és Joe Satriani mellett.
További vendégszereplései közé tartozik egy Queen tribute lemez, de felbukkant Marty Friedman, Jordan Rudess és Derek Sherinian lemezein is. Emellett zenét írt a Digital Pinball: Necronomicon című videójátékhoz. A két perc hosszuságú szerzemények a Prologue és az Epilogue címet kapták.
Egy Jordan Rudess interjúban kiderült, hogy Petrucci gyakorló katolikus. Felesége Rena Sands aki a Meanstreak nevű női heavy metal együttes gitárosa. Három gyerekük van: Samantha és Reny (ők ikrek), valamint Kiara. Unokaöccse Jake Bowen aki szintén gitározik, mégpedig a Periphery nevű progresszív metalegyüttesben. Szabadidejét főként családjával tölti, szeret filmeket nézni, és síelni. Nagy rajongója a testépítésnek, maga is rendszeresen jár edzeni, emellett tagja a NARAS nevű amerikai zenei szervezetnek is.

## Zenei stílus
John Petrucci az utóbbi 25 év egyik legnagyobb hatású és legismertebb gitárosa, aki játékába képes számos egyéb zenei stílust is beépíteni. Rugalmas gitáros, aki a dallamformálásban, az áthangszerelésben és a nagyzenekari hangszerelésben is otthonosan mozog. A 90-es években nagy szerepet játszott a zúzós, szaggatott riffelés népszerűsítésében, ritmusjátékán nemcsak Dimebag Darrell, de James Hetfield hatása is érezhető. Széles technikai tárházzal rendelkezik, játékában megtalálható a váltott és sweep pengetés, a tapping, legato futamok, arpeggiok, vibratójáték, valamint a bonyolult akkordmenetek. Utóbbiban nagy hatást gyakorolt rá Alex Lifeson a Rush gitárosa.
Sokan a sebességgel azonosítják, ezért néha támadják is, mondván hogy öncélúan virtuóz, kevésbé élvezhető. Elképesztő sebességgel képes játszani, ezért a gyorsaságra koncentráló gitárosok körében is rendkívül népszerű. A technikai oldalt kidomborító, vagy más néven "shredder" jellegű szólógitározás legfontosabb alkotóeleme a sebesség, melyet Petrucci saját elmondása szerint a két kéz szoros összehangolásával éri el.

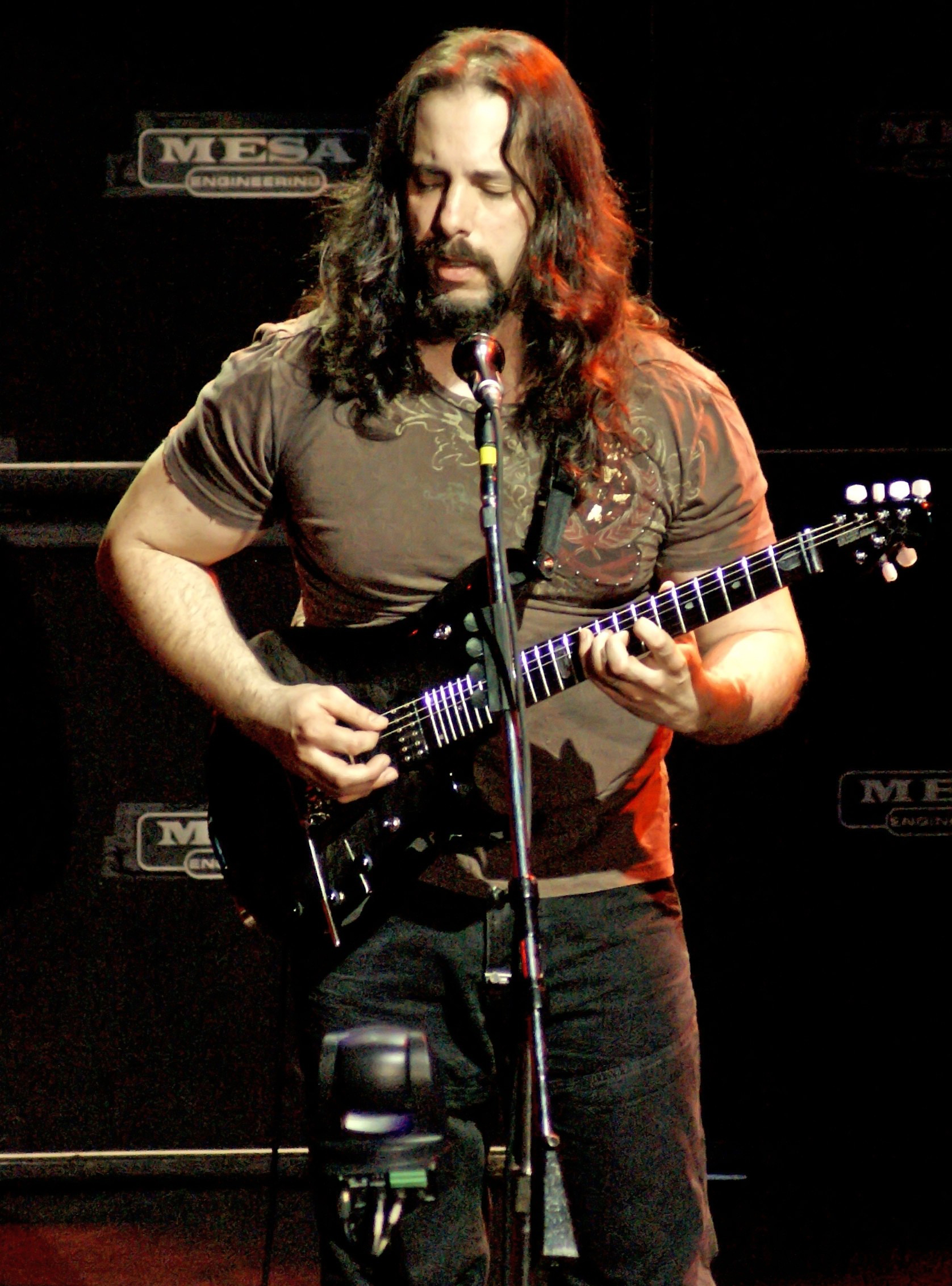
John Petrucci 2008-ban.

Játékára a legváratlanabb időközökben érkező hangnem és tempóváltások jellemzőek, aprólékosan kidolgozott témái, pedig magas fokú zeneelméleti tudásról tesznek tanúbizonyságot. Játékának egyik legfontosabb alkotóeleme a pengetéstechnikája, mely téren Steve Morse hatása tagadhatatlan, akit saját bevallása szerint a mindenkori kedvencének tart. Komplex módon ötvözi a legnehezebb pengetéstechnikákat, mely által témái igencsak igénybe veszik a pengetőkezet is. A kromatikus futamok császáraként is aposztrofálható Petrucci, ugyan nagy hangsúlyt fektet a technikai oldalra, ennek ellenére azon kevés shredder közé tartozik, akik lírai fronton is kimagaslót tudnak nyújtani. Érzelemgazdag szólóin David Gilmour hatása is érezhető, akinek témáit többször is megidézte már a Dream Theater koncerteken. A Chaos in Motion 2007–2008 című koncertlemezen hallható Surrounded dalban a Mother egyes momentumai hallhatóak, míg az Once in a LIVEtime lemezen hallható Peruvian Skies című dalban a Metallica féle Enter Sandman mellett a Pink Floyd Have a Cigar dala is megidézésre kerül.

## Felszerelés
A Dream Theater korai éveiben rendre Floyd Rose húrlábas Ibanez gitárokat használt, 6 és 7 húros kivitelben is. 1994 óta használ 7 húros gitárokat is, melyek népszerűsítésében elévülhetetlen érdemeket tudhat magáénak. Számos gitáros az ő hatására kezdett el érdeklődni a plusz egy húrral gazdagabb gitárok iránt. A 90-es évek vége óta Ernie Ball/Music Man endorser (endorser: egy adott gyártó a művész kívánságainak megfelelően mesterhangszert készít a művésznek, aki ezt azután ingyen használhatja, majd a gyártó ugyanazt a hangszertípust "<művésznév> Signature" néven forgalomba hozza. A Signature hangszerek általában jóval drágábbak a szériahangszereknél, és a művésznek is szerződése van, hogy bizonyos fellépéseken, csak az adott gyártó hangszereit használhatja). Johnnak 6 és 7-húros signature modellt is készítettek John Petrucci BFR néven. Hűséges használója a Mesa Boogie erősítőknek, és endorsere a Dimarziónak és a Dunlopnak is.
John Petrucci a következő felszereléssel turnézik:

### Gitárok
- 1 Musicman JP BFR Rubyburst Baritone
- 1 Musicman JP BFR Walnutburst Baritone
- 1 Musicman JP BFR Walnutburst 7 String
- 1 Musicman JP BFR Blackburst 7 String
- 1 Musicman JP BFR Tobaccoburst
- 1 Musicman JP BFR 2006 Ltd. Edition Black w/Gold Hardware
- 2 Musicman JP BFR Blackburst
- 1 Musicman JP BFR Walnutburst
- 1 Musicman JP BFR Rubyburst
- 1 Musicman JP Blue Sparkle Doubleneck

### Erősítők és effektek
- Rackek Mark Snyder-től
  - 2 Mesa Boogie Mark IV erősítő
  - 1 Mesa Boogie Lonestar erősítő
  - 1 Korg DTR-1 Tuner
  - 1 Dunlop DCR-2SR Wah
  - 1 DBX 266XL Compressor/Noise Gate
  - 1 Mesa Boogie Amp Switcher
  - 1 Boss Keeley mod TR-2 Tremolo Pedal
  - 1 MXR EVH Flanger
  - 1 Ibanez Keeley mod Tube Screamer TS-9 Flexi
  - 1 MXR EVH Phase 90
  - 1 Hermida Tech Zendrive
  - 1 Dunlop Wylde Overdrive
  - 1 MXR Stereo Chorus
  - 1 Boss DS-1
  - 1 Eventide Timefactor Delay
  - 1 T.C. Electronics 2290
  - 1 T.C. Electronics M3000
  - 1 Eventide DSP7000
  - 1 DMC Stereo Line Mixer
  - 1 Mesa Boogie Rectifier Power Amp
  - 1 Furman AC Line Regulator AR-Pro
  - 3 Axess Electronics CFX-4 Loop Switcher
  - 2 Axess Electronics GRX-4 Loop Switcher
  - 2 Voodoo Labs Pedal Power
  - 1 Framptone A/B Box
  - 1 Radial Engineering JD-1 Passive D.I. Box
- Pedalboard (a színpadon csak ezek az effektek találhatók, a többit a hangfalak melletti rackben tárolja, és az Axess Electronics switcherrel irányítja a színpadról.)
  - 1 Axess Electronics FX-1 Midi Foot Controller w/ expander
  - 1 Dunlop DCR-IFC Wah Controller
  - 1 Ernieball 25k Stereo Volume Pedal
  - 1 Boss TU-2 Tuner
  - 1 Easy Button
- Hangfalak
  - 6 Mesa Boogie Traditional Rectifier 4X12 hangfalak Celestion Vintage 30 colos hangszórókkal
- Pickup-ok
  - DiMarzio Crunch Lab (Bridge)
  - DiMarzio LiquiFire (Neck)
- Húrok
  - Ernie Ball
- Pengetők
  - Jim Dunlop JP Shield Black Jazz III
- Monitor
  - Ultimate Ears UE-5

## Diszkográfia

### Szólóban
- Suspended Animation (2005) Terminal Velocity (2020)

### Dream Theater
- When Dream and Day Unite (1989)
- Images and Words (1992)
- Awake (1994)
- A Change of Seasons (EP, 1995)
- Falling into Infinity (1997)
- Metropolis Pt. 2: Scenes from a Memory (1999)
- Six Degrees of Inner Turbulence (2CD, 2002)
- Train of Thought (2003)
- Octavarium (2005)
- Systematic Chaos (2007)
- Black Clouds & Silver Linings (2009)
- A Dramatic Turn of Events (2011)
- Dream Theater (2013)
- The Astonishing (2016)
- Distance Over Time (2019)
- A View from the Top of the World (2021)

### Petrucci & Rudess
- An Evening with John Petrucci and Jordan Rudess (2000) – koncertalbum

### G3
- G3: Live in Tokyo (2005) – koncertalbum, -videó

### Liquid Tension Experiment
- Liquid Tension Experiment (1998)
- Liquid Tension Experiment 2 (1999)
- Liquid Tension Experiment Live 2008 – Limited Edition Boxset (2009) – boxset

### Liquid Trio Experiment
- When the Keyboard Breaks: Live in Chicago (2009) – koncertalbum

### Explorers Club
- Age of Impact (1998)

### Vendégszereplései
- Queen-tribute – Dragon Attack (1997)
- Jordan Rudess – Feeding the Wheel (2001)
- Derek Sherinian – Blood of the Snake (2006)
- Marty Friedman – Loudspeaker (2006)

## Fordítás
- Ez a szócikk részben vagy egészben  a   John Petrucci című angol Wikipédia-szócikk fordításán alapul.  Az eredeti cikk szerkesztőit annak laptörténete sorolja fel. Ez a jelzés csupán a megfogalmazás eredetét és a szerzői jogokat jelzi, nem szolgál a cikkben szereplő információk forrásmegjelöléseként.